# Retrato de Júlio Conceição (Piracicaba)
Retrato de Júlio Conceição (Piracicaba) é uma pintura de Pedro Alexandrino Borges. A data de criação é desconhecida. A obra é do gênero pintura histórica, retrato. Está localizada em Museu Paulista. Retrata homem, terno, gravata, cabelo grisalho, retrato.

## Descrição
A obra foi produzida com tinta a óleo, tela. Suas medidas são: 59 centímetros de altura e 50 centímetros de largura.
Faz parte de Coleção Fundo Museu Paulista, Coleção Museu Paulista. O número de inventário é 1-19494-0000-0000.